# Fritz André
Fritz André (Port-au-Prince, 18 settembre 1946) è un ex calciatore haitiano, di ruolo difensore.

## Carriera

### Club
In patria gioca tra le file dell'Aigle Noir e del Violette.

### Nazionale
Ha vestito la maglia di Haiti in una sola occasione, partecipando con la sua Nazionale ai Mondiali tedeschi del 1974, giocando uno dei tre incontri disputati dalla sua nazionale.
Il suo unico incontro in Nazionale è datato 19 giugno 1974 nella sconfitta haitiana per 7-0 contro Polonia.

## Palmarès

### Nazionale
- Campionato CONCACAF: 1

1973